# Gregory Halman
Gregory Anthony Halman (Haarlem, 26 augustus 1987 - Rotterdam, 21 november 2011) was een succesvolle Nederlands honkballer die uitkwam als achtervanger en buitenvelder en er in 2010 in slaagde om het hoogste niveau van de Amerikaanse profcompetitie, de Major League, te bereiken. Halman kwam in zowel de Amerikaanse als de Nederlandse competitie uit op het hoogste niveau en speelde tevens in het Nederlands Honkbalteam. Hij stond bekend als een snelle, effectieve buitenvelder die zowel als linksvelder, rechtsvelder als middenvelder speelde. Hij was een goede, stabiele slagman en had een hoog honkensteelpercentage. Hij kwam om het leven na een steekincident in het huis van zijn broer in Rotterdam.

## Opleiding en hoofdklasse
Halman groeide op in een sportief gezin in Haarlem, als oudste zoon van de voormalig honkballer Eddy Halman en Hanny Suidgeest. Hij had een broer en twee zussen, huidig basketbal-international Naomi Halman, softbalster van Jong Oranje Eva Halman en een jongere broer, honkballer Jason. Hij behaalde zijn middelbareschooldiploma vmbo in juni 2004 aan het Mendelcollege te Haarlem. Hierna koos hij voor een sportloopbaan. Hij debuteerde al op zestienjarige leeftijd, in 2003, in de Nederlandse hoofdklasse bij Kinheim uit Haarlem, waar hij uitkwam als achtervanger en buitenvelder. In zijn eerste jaar sloeg hij zes driehonkslagen. Het jaar erna, in 2004, had hij een slaggemiddelde van .358, haalde 28 runs, sloeg 58 honkslagen, 4 homeruns en behaalde 41 RBIs. In dat jaar werd hij door de KNBSB uitgeroepen tot Meest Waardevolle Speler van dat jaar. Na zijn vertrek naar Amerika kwam hij in 2008 nog in vier wedstrijden uit voor zijn Nederlandse club.

## Amerika
Halman werd aanvankelijk op 21 november 2003 vastgelegd door de organisatie van de Minnesota Twins, maar zou daarvoor nooit uitkomen omdat het contact op 1 april 2004 op zijn verzoek werd ontbonden. Op 26 juni 2004 tekende hij een contract bij de organisatie van de Seattle Mariners, waarvoor hij in een aantal minor-league clubs zou gaan uitkomen. In 2004 kwam hij uit in de Mariners Arizona Instructional League als buitenvelder voor de Peoria Javelinas.
In 2005 werd hij geplaatst in de Rookie League dochterclub van de Mariners, Arizona League Mariners, waar hij dat jaar in 26 gespeelde wedstrijden 11 mensen binnensloeg en een slaggemiddelde van .258 behaalde. Hij speelde op alle posities in het buitenveld. Hij behaalde op 9 juli van dat jaar een slaggemiddelde van 4 uit 5 en sloeg drie man binnen tegen de Arizona League Royals. Een dag later herhaalde hij dat slaggemiddelde en sloeg hij tevens zijn eerste homerun in Amerika in de wedstrijd tegen de Arizona League Giants. Hij was dat jaar bijzonder op dreef tegen linkshandige pitchers en behaalde tegen hen een slaggemiddelde van .438.
Het jaar erna, in 2006, speelde hij een niveau hoger bij de Everett AquaSox. Zij komen uit op A niveau. Halman behaalde in dienst van de AquaSox een slaggemiddelde van .259. Hij sloeg 5 homeruns, stal 10 honken en behaalde 15 RBIs in 28 gespeelde wedstrijden. In 21 daarvan haalde hij een honkslag. Eind juli van dat jaar raakte hij geblesseerd aan zijn hand, doordat hij een middenhandsbeentje brak.
In 2007 speelde hij weer bij twee clubs, de Everett AquaSox en de Wisconsin Timber Rattlers, waar hij een slaggemiddelde van .246 behaalde. Hij sloeg in dat seizoen 20 homeruns en werd verkozen tot Short-Season A Player of the Year. Ook was hij de All-Star in het naseizoen van de North West League.
In 2008 kwam hij uit op single A-niveau bij de High Desert Mavericks. Daar sloeg hij 29 homeruns en stal hij 31 honken, waardoor hij promoveerde naar het double A-niveau bij de West Tennessee Diamond Jaxx. Op één homerun na was hij de enige speler die een 30-30 seizoen benaderde in de minor leagues (30 homeruns, 30 gesloten honken). In dat jaar werd hij ook opgenomen in het Arizona Fall League Rising Stars team.
Dit bracht hem in het voorjaar van 2009 in de talentenlijst van Baseball America. Baseball America beschouwde hem als 57e grootste talent van alle honkballers op dat moment en als het grootste talent van de Seattle Mariners. Ook eindigde hij aan het eind van dat seizoen als All Star in het naseizoen van de Southern League.
Op 23 september 2010 maakte Halman zijn MLB-debuut voor de Seattle Mariners, tegen de Toronto Blue Jays. Tussen 23 september en 3 oktober 2010 speelde hij negen wedstrijden, waarin hij drie honkslagen sloeg. Zijn eerste honkslag en binnengeslagen speler in de Major League waren in zijn tweede wedstrijd, op 27 september 2010. In totaal sloeg hij dat seizoen op triple A niveau, voor hij in de hoofdmacht belandde, 35 homeruns. Dit was het hoogste aantal voor een speler in de Mariners organisatie dat jaar.
In 2011 werd hij teruggezet naar de Triple-A Tacoma Rainiers, waar hij aan het begin van het seizoen zijn hand brak. In juni van dat jaar werd hij weer bij het hoofdteam gehaald. Op 15 juni 2011 sloeg Halman zijn eerste homerun in de MLB, voor de Seattle Mariners. Hij zou in totaal uiteindelijk 44 wedstrijden in de MLB spelen.
Twee weken voor zijn overlijden nam Halman, net als hij een jaar eerder ook al had gedaan, nog deel aan de European Big League Tour georganiseerd door zijn landgenoot Rick van den Hurk om in een serie clinics Europese jeugdhonkballers kennis te laten maken met de sterren uit de Major League. Dit deed hij samen met onder andere Prince Fielder en Adam Jones in Nederland, Tsjechië en Italië.

## Nederlands team
Halman maakte sinds 2005 deel uit van het Nederlands honkbalteam, toen hij voor de eerste keer werd opgeroepen voor een trainingskamp door de toenmalige bondscoach Robert Eenhoorn. Het zou echter twee jaar duren voor hij in een wedstrijd zijn debuut zou maken. In 2007 werd hij met Nederland Europees kampioen en nam dat jaar ook deel aan het wereldkampioenschap in Taiwan. Hij nam in 2009 ook met Nederland deel aan de World Baseball Classic. Omdat hij in 2011 voor zijn club op het hoogste niveau uitkwam in de Major League kreeg hij van hen helaas geen toestemming om nog uit te komen voor het Nederlands Team dat goud won tijdens de wereldkampioenschappen van 2011.

## Overlijden
Halman kwam op 21 november 2011 om het leven in het appartement van zijn broer in Rotterdam. Hij werd 24 jaar. Halman verbleef samen met zijn vriendin in de slaapkamer van het appartement waar hij en zijn broer Jason woonden. Hij ging een verdieping naar beneden naar de woonkamer waar zijn broer Jason op dat moment de muziek midden in de nacht hard aangezet had. Dit deed deze om minder last te hebben van de stemmen in zijn hoofd. Zijn broer, die de laatste maanden psychische problemen had, raakte hem in een vlaag van verstandsverbijstering met een mes dodelijk in de halsslagader. Halmans vriendin waarschuwde om tien over half zes de hulpdiensten, maar de ambulancemedewerkers slaagden er niet in hem te reanimeren. Zijn broer Jason was inmiddels in verwarde geestestoestand de straat opgegaan en werd daar later door de politie aangehouden.
- International Standard Name Identifier: 0000 0004 4428 6741
- Nederlandse Thesaurus van Auteursnamen: 381356949
- Virtual International Authority File: 313043007